# جوشوا بيتير
جوشوا بيتير (بالألمانية: Joshua Bitter) (مواليد 1 يناير 1997) هو لاعب كرة قدم ألماني ، يلعب حاليًا لنادي شالكه 04 الألماني في مراكز الظهيرين وقلب الدفاع.

## روابط خارجية
- جوشوا بيتير على موقع قاعدة بيانات كرة القدم.إي يو (الإنجليزية)
- جوشوا بيتير على موقع Soccerway.com (الإنجليزية)
- جوشوا بيتير على موقع عالم كرة القدم.نت (الإنجليزية)
- جوشوا بيتير على موقع AS.com (الإسبانية)